# Waterfort (Curaçao)

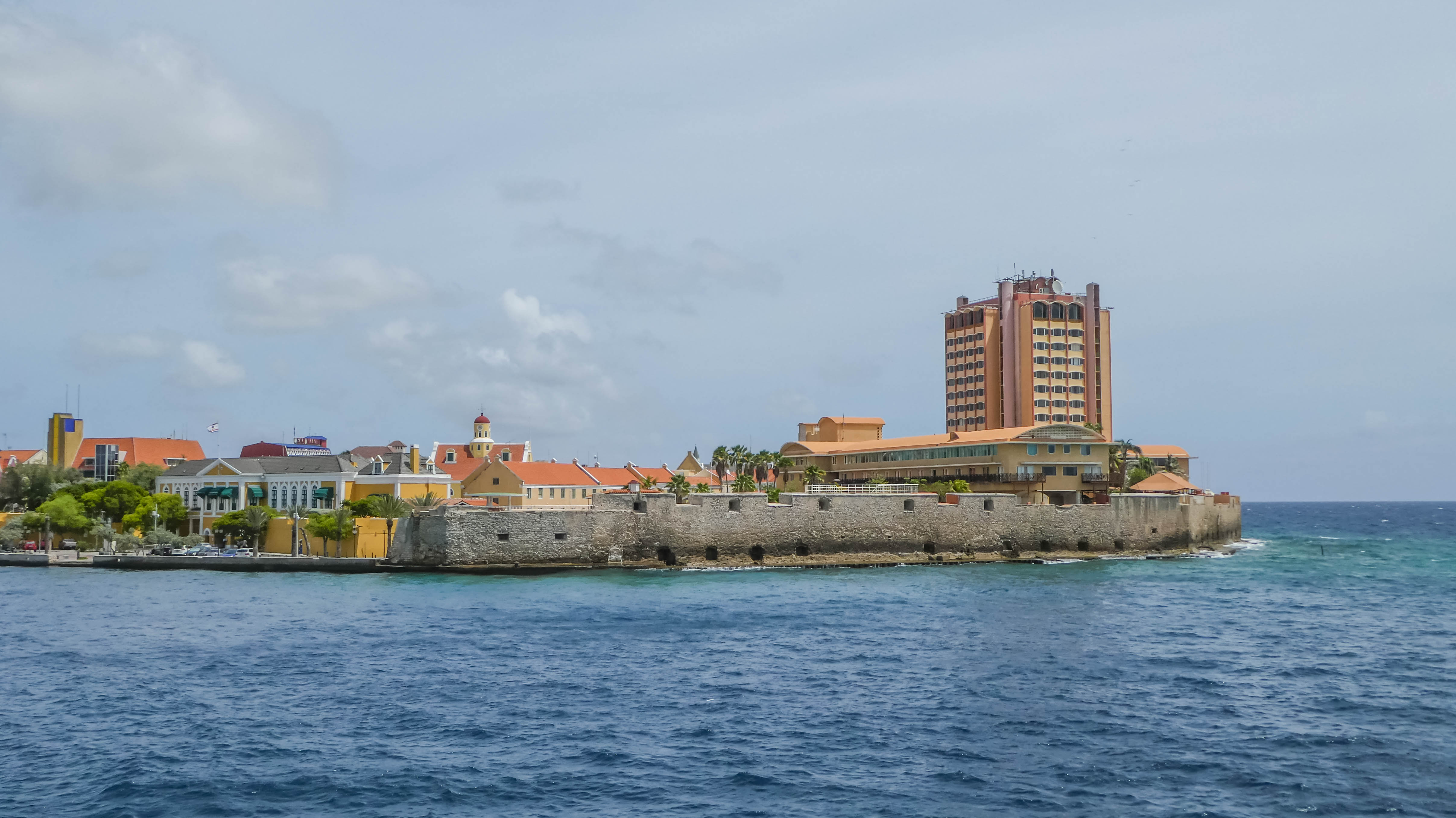
Het Waterfort met rechts de toren en vleugels van het Plaza Hotel Curaçao

Waterfort is een van de acht forten op het eiland Curaçao en staat ten oosten van de ingang van de Sint Annabaai.
In 1824 werd luitenant-generaal Krayenhoff door koning Willem I aangewezen om de verouderde en vervallen verdedigingswerken op Curaçao te verbeteren. In opdracht van Krayenhoff werd in 1828 begonnen met de bouw van het Riffort en het Waterfort. De bouw van de forten had niet alleen een militair doel, maar zorgde ook voor werkverschaffing op het arme eiland. Het nieuwe Waterfort verving overigens een oudere versie van het fort uit 1634.
Het fort bewaakte de ingang van de Sint Annabaai en de buitenwijken van Punda. Samen met het Riffort kon de ingang van de haven volledig worden gecontroleerd, waarmee Fort Amsterdam zijn functie min of meer verloor.
In 1858 verrees binnen het fort de Kazerne Willem III. In 1955-1957 werd de kazerne weer afgebroken en er werd het Hotel Curacao Intercontinental (later Plaza Hotel Curaçao) in het fort gebouwd.
Het fort behoort tot het Werelderfgoed van UNESCO als onderdeel van Historisch deel van Willemstad, binnenstad en haven, Curaçao.
Fort Amsterdam - Fort Beekenburg - Fort Sint Michiel - Fort Nassau - Fort Piscadera - Riffort - Fort Waakzaamheid - Waterfort